# Battaglia di Neuve-Chapelle
La battaglia di Neuve-Chapelle fu una battaglia della prima guerra mondiale, offensiva britannica nella regione dell'Artois incentrata su Neuve-Chapelle.
Nei mesi dal novembre 1914 al gennaio 1915 i tentativi offensivi alleati sul settore settentrionale del fronte occidentale, volti ad approfittare dell'instabilità delle posizioni difensive tedesche, si erano arrestati per carenza di materiali, di pezzi di artiglieria e di munizioni.
Dopo lunghi preparativi conseguenti alle difficoltà di rifornimento dalla madrepatria ed alla necessità di riposizionare le unità alleate lungo il fronte, l'offensiva britannica ebbe inizio il 10 marzo 1915. Incaricata dell'operazione fu la 1ª Armata del generale Haig.
Scopo dell'attacco era lo sfondamento delle linee nemiche sino alla cresta di Aubers e possibilmente sino a Lilla, importante centro di comunicazioni nemico.
Era nei piani anche un simultaneo attacco francese sulla cresta di Vimy, ma la situazione nella Champagne lo fece ben presto accantonare. Fu per la prima volta impiegata la fotografia aerea per mappare l'intera linea tedesca.

## La battaglia
L'attacco fu portato da unità della 7ª e 8ª Divisione unitamente alle due divisioni indiane Lahore e Meerut; ad attenderli le divisioni tedesche 13ª e 14ª del VII Corpo d'armata, cui si aggiunsero di rinforzo la 6ª Divisione della riserva e la 24ª e 40ª Divisione del XIX Corpo d'armata.
Nonostante le cattive condizioni del tempo, le prime fasi della battaglia andarono secondo i piani.
I Royal Flying Corps ben presto assicurarono la supremazia aerea e bombardarono le riserve e le vie di comunicazione tedesche.
Il bombardamento preparatorio da parte dei 530 pezzi di artiglieria iniziò alle 07.30 sulle prime linee tedesche, per spostarsi dopo 35 minuti sul villaggio di Neuve-Chapelle, quando iniziò l'assalto della fanteria. Dopo 45 minuti Neuve-Chapelle era presa.
A quel punto l'avanzata si fermò. Sebbene la fotografia aerea si fosse dimostrata utile, non fu in grado di identificare con efficacia i punti di maggior resistenza tedeschi, e il maltempo ostacolò i voli. I primitivi mezzi di comunicazione impedirono ai comandi britannici di rimanere in contatto fra loro e la battaglia divenne scoordinata con un conseguente stravolgimento delle linee di rifornimento. Il 12 marzo le forze tedesche, comandate da Rupprecht di Baviera lanciarono un contrattacco il quale, sebbene infruttuoso, bloccò qualsiasi altra avanzata britannica; l'operazione fu ufficialmente abbandonata il giorno successivo.
In totale i britannici guadagnarono poco più di due chilometri di terreno.

## Conseguenze
Dopo il fallimento dell'offensiva il comandante in capo britannico John French attribuì il fallimento alla mancanza di munizioni d'artiglieria. Ciò condusse alla cosiddetta "Crisi delle granate del 1915", con la caduta del governo liberal presieduto da Herbert Henry Asquith, la formazione di un nuovo esecutivo presieduto dallo stesso Asquith, e la nomina di David Lloyd George alla nuova carica di Ministro per le munizioni, a riconoscimento del fatto che l'intera economia nazionale si doveva indirizzare al sostegno dell'esercito.